# 한국인의 뜨거운 네모
《한국인의 뜨거운 네모》는 2014년 4월 2일부터 2014년 6월 21일까지 방영된 JTBC의 예능 프로그램이다. 하루에도 수 십 번씩 바뀌는 인기 검색어와 쏟아지는 뉴스의 홍수 속에서 한국인이라면 누구나 알고 싶고 궁금해하는 핫한 이슈를 다루는 프로그램이다.

## 출연자
- 이경규
- 유세윤
- 최유라
- 함익병
- 수빈